# Stazione di Roma Tuscolana
La stazione di Roma Tuscolana è una stazione ferroviaria gestita da Rete Ferroviaria Italiana. La stazione, situata sulla ferrovia Tirrenica, sorge nel quartiere romano del Tuscolano in prossimità della strada da cui prende il nome.

## Caratteristiche
La stazione dispone di 9 binari, i binari 1 e 2 sono utilizzati dai treni della linea Tirrenica, i binari 4 e 5 sono utilizzati per i treni delle linee FL1 e FL3, Il binario 6 per i treni per Nettuno e Velletri, i binari 3, 7, e 8 sono utilizzati per transiti mentre il binario 9 viene utilizzato per ricovero materiale.
È provvista di tre entrate:
- L'entrata principale si trova in piazzale della Stazione Tuscolana, 9.
- L'entrata secondaria si trova in via Tuscolana, nei pressi di via Assisi.
- Un'entrata dedicata alle ferrovie regionali FL1 e FL3 in via Adria, a circa 400 metri dalla fermata Ponte Lungo della Linea A della Metropolitana di Roma.

## Servizi
- Biglietteria a sportello
- Biglietteria automatica
- Sala d'attesa
- Servizi igienici
- Bar

## Interscambi
- Fermata metropolitana (Ponte Lungo, linea A)
- Fermata autobus linee 412, 85, 16, 665.